# Дальбюро ЦК РКП(б)
Дальневосто́чное бюро́ ЦК РКП(б), Дальбюро́ — специальный орган ЦК РКП(б), руководивший большевистскими организациями Дальнего Востока в период существования Дальневосточной республики (ДВР).
3 марта 1920 Сибирское бюро ЦК РКП(б) (Сиббюро) по указанию ЦК РКП(б) образовало для руководства коммунистическими организациями Дальнего Востока Дальневосточное бюро РКП(б), которое в августе 1920 было преобразовано в Дальневосточное бюро ЦК РКП(б), с прямым подчинением ЦК РКП(б).
В 1-й состав Дальбюро входили Н. К. Гончаров, А. М. Краснощёков, И. Г. Кушнарёв, С. Г. Лазо, П. М. Никифоров, А. А. Ширямов; позднее — В. Г. Бисярин, И. Л. Дзевалтовский (И. Л. Юрин), В. И. Хотимский и Б. 3. Шумяцкий (А. С. Червоный). Также, в разное время в состав Дальбюро входили П. Ф. Анохин, А. М. Буйко, С. Я. Гроссман, М. И. Губельман, М. Э. Дельвиг, А. А. Знаменский, К. И. Кнопинский, П. А. Кобозев, Н. А. Кубяк, В. А. Масленников, Н. М. Матвеев, Ф. Н. Петров, М. А. Трилиссер, М. С. Сумченко, Я. Д. Янсон.
Задачей Дальбюро являлось контроль за внутренней и внешней политикой ДВР. В своей деятельности Дальбюро исходило из утверждённых Политбюро ЦК РКП(б) 13 августа 1920 «Кратких тезисов по Дальневосточной республике». Дальбюро руководило военными действиями Народно-революционной Армии (НРА) ДВР, старалось направить партизанское движение против белогвардейцев и интервентов. Среди первого состава Дальбюро господствовало убеждение, что Дальневосточная республика должна развиваться как независимое государство, но в тесном союзе с Советской Россией: «Некоторые члены Дальбюро допускали политические ошибки, выражавшиеся в переоценке значения существования ДВР; этот уклон был преодолён с помощью ЦК РКП(б)».
После присоединения Дальневосточной республики к Советской России, через три года, в 1925 г. Дальбюро преобразовано в Далькрайком РКП(б).